# 矢代静一
矢代 静一（やしろ せいいち、1927年〈昭和2年〉4月10日 - 1998年〈平成10年〉1月11日）は、日本の劇作家、脚本家、演出家。日本文芸家協会、日本演劇協会の各会員。 

## 来歴
東京市京橋区銀座にて、銀座ヨシノヤの創業者一族の3代目として生まれる。日比谷幼稚園・泰明小学校・東京府立第五中学校から第二早稲田高等学院を経て、1950年に早稲田大学文学部仏文科を卒業。
早稲田高等学院在学中の1944年（昭和19年）に診断書を偽造して大学を休学し、俳優座研究生となる。のち、戦時下の移動劇団に加わる。移動演劇隊の『父帰る』（菊池寛原作）などで主役を張ったが、東野英治郎の薦めで演出部に転向する。
大学時代は俳優座文芸部に属し、1950年文学座に移り、同世代の三島由紀夫と親交を深める。1950年から演出も始め、劇作家、演出家として活躍。後年に友人の劇作家田中千禾夫らと、師で文学座を主宰した岸田國士の『全集』（岩波書店）を編集した。
この間、1950年12月から1952年4月まで結核で入院し、肋骨を7本切除する。1963年（昭和38年）、文学座が三島作による戯曲『喜びの琴』の上演中止を決定したことで、三島と共に文学座を退座する（喜びの琴事件）。グループNLT結成に参加するが、その後は三島らと離れ、フリーで新劇団などに『写楽考』『北斎漫画』などの戯曲を書き下ろす。
20代よりカトリックに関心を持ち、早くからカトリック信仰に裏打ちされた作品を数多く発表したが、受洗は遅く1969年（昭和44年）だった。聖イグナチオ教会での受洗時には、親交の深かった遠藤周作が代父を務めた。
NHK放送用語委員も務めた。
晩年も精力的に活動していたが、1998年（平成10年）正月に自宅書斎で心不全を起こし亡くなっているのが発見された。
主な受賞・受章歴は、1978年（昭和53年）に芸術選奨文部大臣賞、1990年（平成2年）に紫綬褒章、1997年（同9年）に勲四等旭日小綬章。

## 人物
妻は元女優の山本和子、長女は女優の矢代朝子、次女は元宝塚歌劇団雪組娘役の毬谷友子、姪は元宝塚歌劇団雪組トップスターのえまおゆうと、宝塚・演劇関係者が身内に多数いる。
文壇・演劇関係者としては、阪田寛夫・野坂昭如らとならぶ、大変な男性宝塚ファンであったことは有名である。また、小田島雄志、大河内豪と「宝塚ファン・新御三家」を名乗った。

## 戯曲
- 城館（しろ）（1954年発表）
- 絵姿女房 （1955年発表）
- 壁画 （1955年） 第一回岸田國士戯曲賞・佳作（同賞第1回は大賞該当作なし）
- 黒の悲劇（1962年8月発表）
- 夜明けに消えた（1968年発表）
- 写楽考（1971年発表） 1972年読売文学賞受賞
- パレスチナのサボテン 「写楽考」とともに、1971年紀伊国屋演劇賞を受賞[1]
- 北齋漫畫（1973年発表）
新藤兼人監督・脚本で1981年に映画化、緒形拳・田中裕子らが出演した（北斎漫画 (映画) 参照）
- 淫乱斎英泉（1975年発表）
浮世絵師三部作（写楽考・北斎漫画・淫乱斎英泉）で1978年芸術選奨受賞
- 宮城野
- ミュージカル 洪水の前（1980年）
- 道化と愛は平行線（1977年新潮社より刊行、翌年に同名の戯曲を雑誌「新劇」7月号に発表）
- つくづく赤い風車 小林一茶を題材にした作品。青年座などで舞台化された。
- 弥々
良寛と、その初恋の人だった弥々の人生を、弥々の娘が独白して回顧するという一人芝居。矢代晩年の代表作にして、実娘毬谷が、矢代に懇願し1992年の初演の大成功以来、演じ続けるライフワークとなった。矢代の他界は、本作のニューヨーク初公演が決定した矢先だった。

## 著書
- 『壁画 矢代静一戯曲集』（ユリイカ、1955年）
- 『絵姿女房 プロローグと二場 僕のアルト・ハイデルベルク 抒情喜劇』（ユリイカ 1956年）
- 『蝙蝠』（戯曲 ユリイカ 1957年）
- 『矢代静一戯曲集』第1-2（白水社 1967年）
- 『写楽考』（河出書房新社 1972年）
- 『七本の色鉛筆』（新潮社 書下ろし新潮劇場　1972年）
- 『夜明けに消えた 矢代静一戯曲集』（早川書房 1972年）
- 『イエスへの出発』（コンコーディア社 1973年）
- 『北齋漫畫』（河出書房新社 1973年）
- 『魔性と聖性』（随筆集 教文館 1973年）
- 『悲しき恋泥棒』（新潮社 書下ろし新潮劇場 1974年）
- 『淫乱斎英泉』（河出書房新社 1975年）
- 『愛情教室』（中央出版社 心のシリーズ 1976年）
- 『船乗り重吉冒険漂流記』（朝倉摂絵 平凡社 1976年3月）
- 『神・ひと・そして愛 矢代静一対談集』（聖文舎 1977年5月）
- 『道化と愛は平行線』（新潮社 1977年2月）
- 『妖かし』（河出書房新社 1978年2月）
- 『えくぼを忘れるなんて』（新潮社 1978年5月）
- 『矢代静一対談集 マリアにささげる12章』（女子パウロ会 1978年2月）
- 『銀座生れといたしましては』（新潮社 1979年9月）
- 『聖書-この劇的なるもの』（主婦の友社 Tomo選書 1979年）
- 『天国と泥棒』（随想集 教文館 1979年10月）
- 『毒婦の父-高橋お伝』（河出書房新社 1979年7月）
- 『矢代静一名作集』（白水社 1979年12月）
- 『恋風浮世絵曼荼羅』（平凡社 1980年6月）
- 『画狂人・北斎考』（PHP研究所 1981年10月）
- 『江戸のろくでなし 月岡芳年考』（戯曲 河出書房新社 1982年11月）
- 『黄昏のメルヘン』（河出書房新社 1982年4月）
- 『十年目の密会』（河出書房新社 1984年5月）
- 『旗手たちの青春 あの頃の加藤道夫・三島由紀夫・芥川比呂志』（新潮社 1985年2月）
- 『含羞の人 私の太宰治』（河出書房新社 1986年5月／河出文庫 1998年1月）
- 『夢夢しい女たち』（福武書店 1986年11月）
- 『奇蹟の聖地ファチマ』（菅井日人写真 講談社 1987年10月）
- 『鏡の中の青春 私の昭和三十年前後』（新潮社 1988年8月）
- 『螺旋階段の上の神 カトリックと私』（河出書房新社 1989年10月）
- 『初初しい女たち』（福武書店 1990年2月）
- 『小林一茶』（河出書房新社 1991年6月）
- 『柔らかい心で生きる』（海竜社 1993年7月）
- 『良寛異聞』（河出書房新社 1993年4月／河出文庫 1997年9月）
- 『生きた、愛した フランシスコ・ザビエルの冒険』（角川春樹事務所 1996年7月）
- 『快老 人生を楽しみのうちに終わるヒント』（PHP研究所 1997年2月）

共編著　
- 『心のともしびシリーズ 第3 個人と社会』（田中千禾夫共編 春秋社 1970年）
- 『新潮古典文学アルバム　お伽草子・伊曾保物語』（徳田和夫共著 新潮社 1991年9月）

### 翻訳
- モリエール『女学者』（河出書房 市民文庫 1953年）
- 『ジロドゥ戯曲全集 第5巻 カンティック・デ・カンティック』（安堂信也共訳 白水社 1958年）
- 『コクトー戯曲選集 第2巻』タイプライター（岩瀬孝共訳 白水社 1959年）
- 「鑓の権三重帷子　近松名作集」（日本文学全集 第10 河出書房新社 1961年）
- 『ギリシア神話』（世界の文学 1 世界文化社 1978年）
- 『聖書物語』（三浦朱門共著 世界の文学 2 世界文化社 1978年）

## 脚本・原作

### テレビ
- 顔が怒れば NTV 1953 脚本
- テルミは泣いた NHK 1956 脚本
- 奇妙な幕間狂言 NTV 脚本
- 織女異聞 NTV 脚本
- コタンの口笛 NHK 1958 脚色
- たいこ焼とリボン NHK 1958 脚本
- 大川仇討 NHK 1959 脚色
- 明日また KR 1959 脚本	（共作：西島大）
- こころ KR 1959 脚本
- 三行広告（第21回）僕の赤ちゃん CX 1959 脚本
- 愛の劇場 NTV 1959 脚本（西島大、植草圭之助共作）
- 絵姿女房 KR  原作 （脚色：戌井市郎）
- あざのある女 KR 1959 脚本
- ボロ家の春秋 CX 1959 脚本
- 三十円天国 NTV 1959 脚本
- 一番大事な人 NTV 1959 脚本
- 不道徳教育講座（第12回）うんとお節介を焼くべし CX 1960 脚本
- サービス大隊要員 KR 脚本
- 十二月のあいつ KR 1960 脚本
- 斧の定九郎 KR 1960 脚本
- おかあさん(2)（第59回）造花の季節 TBS 1960 脚本
- 桃色の部屋 CX 1960 脚本
- 運 NTV 1961 脚本（原作:芥川龍之介「運」）
- 忠直卿行状記 NTV 1961 脚本
- 父の初恋 NT 1961 脚本
- 感傷夫人 1962 脚本（原作：伊藤整）
- 喪われた街 1962 脚本（原作：石原慎太郎）
- げいしゃわるつ・いたりあの TBS 1962 脚本（原作：有吉佐和子）
- 結婚（第６回）遁走曲 CX 1962 脚本
- まり子の七夕まつり NTV 1962 劇中劇脚色（劇中劇原作：太宰治）
- 宝塚民話劇場 KTV 1962 ～ 1965  脚本
- 大学生諸君 TBS 1963 脚本
- 札幌夫人 HBC 1963　脚本
- 憎いひと KTV 1963 原作	（脚本	西島大）
- 夫婦百景（第320回）銀座老夫婦 NTV 1964 脚本（原作	獅子文六）
- おかあさん(2)（第247回）ダルマとアゴヒゲ TBS 1964 脚本
- プールサイド小景 NHK 1964 脚本
- あやふやを愛す 36才の純情 TBS 1964 脚本
- 母の自画像 ABC 1964 ～ 1965 脚本	（原作	石坂洋次郎）
- バナナの皮 ABC 1965 脚本
- まんがこども文庫 1978～1979 アニメーション 脚本
- 二死満塁（ツーダンフルベース） 1982 アニメーション 脚本

## 映画
- わが胸に虹は消えず　第一部・第二部  1957 原作
- 風のある道 1959 脚本
- 北斎漫画 1981 原作
- 宮城野 2008 原作